# Lamponella wombat
Lamponella wombat är en spindelart som beskrevs av Norman I. Platnick 2000. Lamponella wombat ingår i släktet Lamponella och familjen Lamponidae.
Artens utbredningsområde är Australian Capital Territory. Inga underarter finns listade i Catalogue of Life.